# العلاقات السيراليونية الفنزويلية
العلاقات السيراليونية الفنزويلية هي العلاقات الثنائية التي تجمع بين سيراليون وفنزويلا.

## مقارنة بين البلدين
هذه مقارنة عامة ومرجعية للدولتين:
| وجه المقارنة                                              | سيراليون       | فنزويلا                                  |
| --------------------------------------------------------- | -------------- | ---------------------------------------- |
| المساحة (كم2)                                             | 71.74 ألف      | 916.45 ألف                               |
| عدد السكان (نسمة)                                         | 7.56 مليون     | 28.87 مليون                              |
| الكثافة السكانية (ن./كم²)                                 | 105.38         | 31.5                                     |
| العاصمة                                                   | فريتاون        | كاراكاس                                  |
| اللغة الرسمية                                             | لغة إنجليزية   | اللغة الإسبانية، لغة الإشارة الفنزويلية ‏ |
| العملة                                                    | ليون سيراليوني | بوليفار فنزويلي                          |
| الناتج المحلي الإجمالي (بليون دولار)                      | 3.77 مليار     | 482.36 مليار                             |
| الناتج المحلي الإجمالي (تعادل القوة الشرائية) بليون دولار | 10.13 مليار    |                                          |
| الناتج المحلي الإجمالي الاسمي للفرد دولار أمريكي          | 653            |                                          |
| الناتج المحلي الإجمالي للفرد دولار أمريكي                 | 1.97 ألف       |                                          |
| مؤشر التنمية البشرية                                      | 0.413          | 0.762                                    |
| رمز المكالمات الدولي                                      | +232           | +58                                      |
| رمز الإنترنت                                              | .sl            | .ve                                      |
| المنطقة الزمنية                                           | 00             | 00                                       |

## منظمات دولية مشتركة
يشترك البلدان في عضوية مجموعة من المنظمات الدولية، منها:
| علم المنظمة | اسم المنظمة                        | تاريخ انضمام سيراليون | تاريخ انضمام فنزويلا |
| ----------- | ---------------------------------- | --------------------- | -------------------- |
|             | منظمة التجارة العالمية             | ?                     | ?                    |
|             | مؤسسة التمويل الدولية              | 10 سبتمبر 1962        | 28 ديسمبر 1956       |
|             | منظمة حظر الأسلحة الكيميائية       | ?                     | ?                    |
|             | الأمم المتحدة                      | 27 سبتمبر 1961        | 15 نوفمبر 1945       |
|             | الاتحاد الدولي للاتصالات           | 30 ديسمبر 1961        | 13 أغسطس 1920        |
|             | منظمة الشرطة الجنائية الدولية      | ?                     | ?                    |
|             | البنك الدولي للإنشاء والتعمير      | 10 سبتمبر 1962        | 30 ديسمبر 1946       |
|             | الاتحاد البريدي العالمي            | ?                     | ?                    |
|             | وكالة ضمان الاستثمار متعدد الأطراف | 20 يونيو 1996         | 9 مايو 1994          |
|             | يونسكو                             | 28 مارس 1962          | 25 نوفمبر 1946       |

## وصلات خارجية
- موقع وزارة الخارجية الفنزويلية